# Kingdom Hearts V CAST
Kingdom Hearts V CAST (キングダムハーツ V CAST?, Kingudamu Hātsu V CAST) è un videogioco della serie di Kingdom Hearts pubblicato per la rete V Cast della Verizon Wireless, gli eventi del gioco avvengono dopo Kingdom Hearts e prima di Kingdom Hearts: Chain of Memories. Doveva essere sviluppato dalla Square ma siccome lo hanno ritenuto un titolo inutile ai fini della trama, lo sviluppò la Disney.
Dopo aver sconfitto Ansem, Sora, Paperino, Pippo e il Grillo Parlante decidono di fare un pisolino. Sora fa un sogno in cui lui viaggia nella Gummiship insieme ai suoi compagni. Durante il sogno, all'improvviso, vengono attaccati dagli Heartless e la Gummiship viene distrutta.
Sora si ritrova in un nuovo mondo, L'isola dello spadaccino, mentre i suoi compagni sono dispersi. L'obiettivo del gioco è ritrovare Paperino e Pippo. Ma quando capisce che i due non sono sull'isola, Sora costruisce una zattera e con essa viaggia tra i mondi (sicuramente questo era il metodo che avrebbero usato Sora, Riku e Kairi se gli Heartless non avessero attaccato il loro mondo).

## Modalità di gioco
Kingdom Hearts V CAST riporta gli elementi del gameplay presenti nel Kingdom Hearts originale, anche se è stato modificato per la compatibilità con i telefoni cellulari. Sora si muove simile ad un robot, con quattro movimenti fissi: avanti, indietro, destra e sinistra. Anche con questi pessimi controlli, Sora può comunque svolgere un certo numero di mosse oltre a correre e saltare: può arrampicarsi su alberi e scale, afferrare i bordi delle piattaforme e tirarsi su, sollevare e lanciare oggetti, e usare il Keyblade per scivolare lungo le corde.
Sora, potrà utilizzare il Keyblade e le magie, la prima magia appresa sarà Blizzard. I Munny e l'esperienza si guadagnano sconfiggendo Heartless. Al contrario di Kingdom Hearts, in Kingdom Hearts V CAST ci saranno "personaggi assistenti", come la Caterpillar e Parrot Swordman.

## Personaggi
- Sora
- Paperino
- Pippo
- Grillo Parlante
- Ombra di Sora
- Malefica
- Caterpillar
- Pappagallo Spadaccino

In V CAST i membri del gruppo sono sostituiti da personaggi di supporto, come il Brucaliffo nel Paese delle Meraviglie: dandogli pozioni in cambio di informazioni. Lo stesso vale per il Pappagallo Spadaccino all'Isola dello Spadaccino.
Malefica invece ricopre il ruolo di boss finale, affrontabile nella sua dimora. L'Ombra di Sora, invece, è il penultimo boss del gioco. Gli altri nemici sono Heartless, per la maggior parte semplici Shadow e Banditi.

## Mondi
- L'Isola dello Spadaccino
- Il Paese delle Meraviglie
- Agrabah
- La Dimora di Malefica

L'Isola dello Spadaccino e la Dimora di Malefica possono essere considerati mondi "apocrifi", in quanto il gioco è considerato non canonico e nell'originale universo KH questi mondi non compaiono. Tuttavia, la cosa potrebbe essere spiegata in quanto era tutto un sogno di Sora.